# Nitty Gritty Dirt Band
Pour les articles homonymes, voir Gritty (homonymie).
Nitty Gritty Dirt Band est un groupe américain de country-folk-rock formé en 1965. Nitty Gritty Dirt Band participa à l'interprétation de Will The Circle Be Unbroken avec Roy Acuff, Johnny Cash, Ricky Skaggs, Levon Helm et plusieurs autres.

## Biographie
Contemporain des Byrds à sa création, The Nitty Gritty Dirt Band aura une influence certaine en faisant évoluer la musique folk-rock vers le country-rock, style auquel The Eagles devront ensuite leur succès.
À l’origine, Jeff Hanna (guitare, chant) et Bruce Kunkel (guitare, basse) formèrent le duo The New Coast Two alors qu’ils étaient encore au lycée. Ils ont ensuite créé The Nitty Gritty Dirt Band après avoir rencontré Ralph Barr (guitare, basse), Les Thompson (mandoline, basse, guitare, banjo, percussions, chant), Jimmie Fadden (harmonica, chant, batterie, percussions) et Jackson Browne (claviers, guitare, chant). Jackson Browne devait rapidement quitter le groupe pour poursuivre une carrière en solo ; il fut remplacé par John McEuen (banjo, flûte, mandoline, steel guitare, chant).
Leur premier album, The Nitty Gritty Dirt Band, a été réalisé en 1967. Le second, réalisé sept mois plus tard et intitulé Ricochet, fut salué par les critiques musicaux mais connut un échec commercial. Chris Darrow a alors remplacé Bruce Kunkel.
Le groupe a utilisé des guitares électriques pour leur album Rare Junk (1968) puis pour Alive ! (1969). Le succès ne fut toujours pas au rendez vous, et le groupe s'est alors séparé pendant six mois.
Nitty Gritty Dirt Band a repris ses activités en 1970 avec McEuen, Hanna, Fadden, Thompson et Jim Ibbotson (guitare, accordéon, batterie, piano, chant). Le résultat fut un nouvel album Uncle Charlie and His Dog Teddy (1970), avec leur morceau le plus connu, une reprise de Mr Bojangles composée par Jerry Jeff Walker.
Leur album suivant All the Good Times (1972) était plus country que les précédents. Il comprend des classiques comme Jambalaya (on the bayou), Civil War Trilogy et Diggy Liggy Lo, des compositions du groupe, Jamaica, say you will de Jackson Browne et Do You Feel It Too de Richie Furay.
Celui de leurs albums qui a rencontré le plus grand succès est Will the Circle Be Unbroken (1972-1973). Un triple album de grande qualité artistique et technique (clarté et relief du son), enregistré avec des artistes de country traditionnelle comme Mother Maybelle Carter, Earl Scruggs, Doc Watson, Roy Acuff et Merle Travis. Il comprend des standards de bluegrass et de folk. Le but des membres, californiens, du Nitty Gritty Dirt Band était de rassembler la jeune génération avec celle plus âgée qui préférait le country et le bluegrass traditionnels. Le Nitty Gritty Dirt Band a réussi la fusion des genres, là où d’autres avaient échoué, en restant fidèle au country et au bluegrass et en amenant un apport rock (guitare électrique notamment). Il y eut des rééditions de l’album dans les années 1980 et en 2001.
Les Thompson a ensuite quitté le groupe, qui a pris le nom de The Dirt Band. Leur album suivant Stars and Stripes Forever (1974) était un album enregistré en public.
En juillet 1974, The Nitty Gritty Dirt Band était une des têtes d’affiche du « The Ozark Music Festival, at the Missouri State Fairgrounds ». Un événement qui avait rassemblé environ 350 000 spectateurs.
Après l’album Dream (1975), la compilation Dirt, Silver & Gold sous forme de  triple album a été réalisé en 1976. Jim Ibbotson a alors quitté le groupe, remplacé par le musicien de studio Bob Carpenter. Le Dirt Band était alors devenu un trio avec Jeff Hanna, John McEuen et Jimmie Fadden.
Leur album An American Dream (1980), connut un succès honorable, de même que Make a Little Magic (1981).
En 1982, ils ont fait un retour aux sources, reprenant le nom de « Nitty Gritty Dirt Band » et Jim Ibbotson a rejoint le groupe.
L’album Let’s Go (1983) a marqué ce retour à la musique country, principalement de la musique acoustique.
En 1984, Nitty Gritty Dirt Band devint le premier groupe (rock) américain à effectuer une tournée en URSS.
La reprise de Will the Circle Be Unbroken a été diffusée en 1989 avec les artistes (survivants) du premier album, plus Johnny Cash, Chris Hillman et Ricky Skaggs. Le groupe a reçu un Grammy Award pour cet album. À cette occasion McEuen est remplacé par Bernie Leadon, ex-Eagles
Le Nitty Gritty Dirt Band a atteint sa popularité maximale pendant la période 1985-1989 avec une série de chansons à succès, dont : Long Hard Road (The Sharecropper's Dream) (1984); Modern Day Romance (1985); et Fishing in the Dark (1987). Parmi leurs autres succès :  Dance Little Jean (1983); I Love Only You (1984); High Horse (1985); Home Again in My Heart, Partners, Brothers and Friends et Stand a Little Rain (1986); Fire in the Sky, Baby's Got a Hold on Me et Oh What a Love (1987); Working Man (Nowhere to Go) et I've Been Lookin' (1988) ; Down That Road Tonight et When it's Gone (1989).
Le groupe a continué l'enregistrement d'albums, en particulier Live Two Five qui célèbre son 25e anniversaire. En 1999, le Nitty Gritty Dirt Band a repris l’enregistrement d’albums avec Bang Bang Bang.
Les membres actuels du groupe sont : Jeff Hanna (guitare, chant), Jimmie Fadden (batterie, chant), Bob Carpenter (claviers, basse, chant) et John McEuen (banjo, flûte, guitare, mandoline).
Les fils de Jeff Hanna et John McEuen ont formé le duo pop rock Hanna & McEuen.